# Metamorphosis (album d'Iron Butterfly)
Pour les articles homonymes, voir Metamorphosis.
Albums de Iron Butterfly
Live
(1970) Scorching Beauty
(1974)
Singles
1. Easy Rider (Let the Wind Pay the Way)
Sortie : 1970
2. Stone Believer
Sortie : 1970

Metamorphosis est le quatrième album studio du groupe de rock américain Iron Butterfly. Il est sorti en 1970 sur le label Atco Records.

## Histoire
À la suite du départ du guitariste Erik Braunn, Metamorphosis est enregistré avec plusieurs musiciens de studio. Deux d'entre eux, Mike Pinera (ex-Blues Image) et Larry Reinhardt (surnommé « Rhino »), deviennent membres du groupe à part entière après la sortie de l'album. Celui-ci est officiellement crédité à « Iron Butterfly with Pinera & Rhino ».
Le 45 tours Easy Rider (Let the Wind Pay the Way) se classe no 66 des ventes aux États-Unis, tandis que l'album atteint la 16e place du classement établi par le magazine Billboard. L'organiste Doug Ingle quitte le groupe peu après sa sortie, et Iron Butterfly se sépare après un dernier concert le 23 mai 1971.

## Fiche technique

### Titres
Toutes les chansons sont écrites et composées par Iron Butterfly, sauf mention contraire.
| 1. | Free Flight            |                       |                         | 0:40 |
| 2. | New Day                |                       | Doug Ingle, Mike Pinera | 3:08 |
| 3. | Shady Lady             | Robert Woods Edmonson | Doug Ingle              | 3:50 |
| 4. | Best Years of Our Life |                       | Mike Pinera             | 3:55 |
| 5. | Slower Than Guns       | Robert Woods Edmonson | Doug Ingle              | 3:37 |
| 6. | Stone Believer         |                       | Doug Ingle, Mike Pinera | 5:20 |

| 7. | Soldier in Our Town                   | Robert Woods Edmonson | Doug Ingle  | 3:10  |
| 8. | Easy Rider (Let the Wind Pay the Way) | Robert Woods Edmonson | Doug Ingle  | 3:06  |
| 9. | Butterfly Bleu                        |                       | Mike Pinera | 14:03 |

### Musiciens

#### Iron Butterfly
- Doug Ingle : orgue, chant
- Lee Dorman : basse
- Ron Bushy : batterie

#### Musiciens de studio
- Mike Pinera : guitare, chant
- Larry « Rhino » Reinhardt : guitare
- Richard Podolor (en) : sitar, guitare à douze cordes
- Bill Cooper : guitare à douze cordes

### Équipe de production
- Richard Podolor : producteur
- Bill Cooper : ingénieur du son
- Roger Webster : direction artistique, photographie, pochette
- Bob Jenkins : direction artistique, photographie
- Robert Blue (en) : pochette arrière

### Classements et certifications
| Pays (classement)          | Meilleure position |
| -------------------------- | ------------------ |
| États-Unis (Billboard 200) | 16                 |